# Artilerija
Artileríja ali topníštvo (tópništvo) je naziv za vsa velikokalibrska ognjena strelna orožja na podstavkih in hkrati tudi rod kopenske vojske, ki drugim enotam zagotavlja ognjeno podporo. Njen cilj je neprekinjeno motenje, nevtralizacija in uničenje nasprotnika.

## Vrste artilerijskih orožij
- minometi,
- topniško orožje,
- vlečna artilerija,
- večcevni raketometi,
- samovozna artilerija,
- Protiletalska artilerija
  - Fiksni protiletalski topovi,
  - samovozni protiletalski topovi,
  - Raketni protiletalski sistemi

## Vrste artilerije
- poljska artilerija
- trdnjavska artilerija
- obalna artilerija
- ladijska artilerija